# Pamplona
Pamplona (în bască Iruña / Iruñea, bască: [iɾuɲa]) este un oraș din Spania, capitala istorică a Navarrei, o provincie și comunitate autonomă din Spania, și a fostului Regat al Navarrei.
Orașul este renumit în întreaga lume pentru Festivalul Sanfermines, care se ține între 6-14 iulie, în care conducerea taurilor este una dintre principalele atracții. Acest festival a fost pentru prima dată popularizat pe scară largă de Ernest Hemingway, în romanul său Fiesta.
În urma alegerilor municipale din 2011, Consiliul Local al Pamplonei este format din 27 de consilieri: unsprezece de la Uniunea Populară Navarreză, șapte de la Nafarroa Bai, trei de la Partidul Socialist Muncitoresc Spaniol, trei de la Bildu, doi de la Partidul Popular Spaniol, și unul de la Izquierda-Ezkerra.

## Istorie
Pamplona a fost fondată în anii 70 î.Hr. de către generalul roman Cneus Pompeius Magnus (de aici și numele orașului); se presupune că înainte a existat o mică așezare bască pe locul acesta. Orașul a fost ocupat de vizigoți în 446, apoi de franci la mijlocul secolului al VI-lea. În secolul al VIII-lea, Pamplona a devenit capitala regatului Navarra. Din 738, Pamplona a fost dominată de mauri până când a fost cucerită de regele franc Carol cel Mare, care a încheiat o alianță cu bascii. De atunci, Pamplona a trecut de mai multe ori prin mai multe stăpâniri, până când, în 1512, a devenit în cele din urmă parte a regatului spaniol. Pamplona și-a trăit apogeul în secolul al XI-lea, când găzduia pelerinii în drumul lor spre Santiago de Compostela.

## Economie
Pamplona atrage mulți turiști. Sunt bine dezvoltate industria mecanică, chimică, a celulozei și hârtiei și industria alimentară.

## Cultura
Orașul are două universități: Universitatea din Navarra și Universitatea Publică din Navarra. Moștenirea arheologică și artistică a provinciei este expusă la Muzeul din Navarra. Din 2004, Pamplona găzduiește festivalul internațional de film documentar "Punto de Vista". De asemenea, Pamplona este renumită și pentru Festivalul Sanfermines. 

## Sport
La Pamplona are sediul clubului de fotbal Osasuna. Meciurile de acasă se joacă pe stadionul Reynaud de Navarra (19.800 de locuri).

## Orașe înfrățite
- Franța Bayonne, Franța (1960)
- Japonia Yamaguchi, Japonia (1980)
- Germania Paderborn, Germania (1992)

## Obiective turistice
- Catedrala și Muzeul de Artă Religioasă (ca parte a complexului catedralei);
- Cetatea medievală și biserica San Saturnino;
- Palatul Regal (mijlocul secolului al XIX-lea);
- Primăria în stil baroc;
- Parcul Taconera cu un monument in centu dedicat lui Julián Gayarre

## Muzee
- Muzeul de Artă Religioasă

- Muzeul de Istorie și Artă din Navarra

## Clima
| Date climatice pentru Pamplona | Date climatice pentru Pamplona | Date climatice pentru Pamplona | Date climatice pentru Pamplona | Date climatice pentru Pamplona | Date climatice pentru Pamplona | Date climatice pentru Pamplona | Date climatice pentru Pamplona | Date climatice pentru Pamplona | Date climatice pentru Pamplona | Date climatice pentru Pamplona | Date climatice pentru Pamplona | Date climatice pentru Pamplona | Date climatice pentru Pamplona |
| Luna                           | Ian                            | Feb                            | Mar                            | Apr                            | Mai                            | Iun                            | Iul                            | Aug                            | Sep                            | Oct                            | Nov                            | Dec                            | Anual                          |
| ------------------------------ | ------------------------------ | ------------------------------ | ------------------------------ | ------------------------------ | ------------------------------ | ------------------------------ | ------------------------------ | ------------------------------ | ------------------------------ | ------------------------------ | ------------------------------ | ------------------------------ | ------------------------------ |
| Maxima medie °C (°F)           | 9.1 (48,4)                     | 10.9 (51,6)                    | 14.6 (58,3)                    | 16.4 (61,5)                    | 20.2 (68,4)                    | 25.2 (77,4)                    | 28.2 (82,8)                    | 28.3 (82,9)                    | 24.5 (76,1)                    | 19.3 (66,7)                    | 13.1 (55,6)                    | 9.7 (49,5)                     | 18,4 (65,1)                    |
| Media zilnică °C (°F)          | 5.2 (41,4)                     | 6.3 (43,3)                     | 9.1 (48,4)                     | 10.9 (51,6)                    | 14.7 (58,5)                    | 18.6 (65,5)                    | 21.2 (70,2)                    | 21.4 (70,5)                    | 18.2 (64,8)                    | 14.1 (57,4)                    | 9.0 (48,2)                     | 6.0 (42,8)                     | 12,9 (55,2)                    |
| Minima medie °C (°F)           | 1.4 (34,5)                     | 1.6 (34,9)                     | 3.7 (38,7)                     | 5.3 (41,5)                     | 8.6 (47,5)                     | 11.9 (53,4)                    | 14.2 (57,6)                    | 14.5 (58,1)                    | 12.0 (53,6)                    | 8.9 (48)                       | 4.8 (40,6)                     | 2.2 (36)                       | 7,4 (45,3)                     |
| Minima istorică °C (°F)        | −12.4 (9,7)                    | −15.2 (4,6)                    | −9 (16)                        | −2.2 (28)                      | −0.2 (31,6)                    | 3.8 (38,8)                     | 7 (45)                         | 4.8 (40,6)                     | 3.4 (38,1)                     | −1 (30)                        | −6.6 (20,1)                    | −14.2 (6,4)                    | −15,2 (4,6)                    |
| Precipitații mm (inches)       | 57 (2.24)                      | 50 (1.97)                      | 54 (2.13)                      | 74 (2.91)                      | 60 (2.36)                      | 46 (1.81)                      | 33 (1.3)                       | 38 (1.5)                       | 44 (1.73)                      | 68 (2.68)                      | 75 (2.95)                      | 72 (2.83)                      | 674 (26,54)                    |
| Umiditate [%]                  | 78                             | 72                             | 66                             | 65                             | 63                             | 59                             | 57                             | 58                             | 62                             | 69                             | 76                             | 78                             | 67                             |
| Ore însorite                   | 93                             | 125                            | 177                            | 185                            | 228                            | 268                            | 310                            | 282                            | 219                            | 164                            | 108                            | 88                             | 2.240                          |
| Sursa nr. 1:                   |                                |                                |                                |                                |                                |                                |                                |                                |                                |                                |                                |                                |                                |
| Sursa nr. 2:                   |                                |                                |                                |                                |                                |                                |                                |                                |                                |                                |                                |                                |                                |

## Personalități
- Fermin (* 272; † 303)
- Martín de Rada, (*1533; † 1578)
- Pablo de Sarasate (* 1844; † 1908)
- Víctor Pradera Larumbe (* 1873; † 1936)
- Ignacio Baleztena Ascárate (* 1887; † 1972)
- Luis Arellano Dihinx (* 1906; † 1969)
- Sabicas (* 1912; † 1990)
- Jaime del Burgo Torres (* 1912; † 2005)
- Alfredo Landa (* 1933; † 2013)
- Carlos Garaikoetxea (*1938)
- Javier Rojo (*1949)
- Serafín Zubiri (*1964)
- Jon Andoni Goikoetxea (* 1965), fotbalist spaniol
- Javier López Vallejo (* 1975), fotbalist spaniol
- Francisco Puñal Martínez (* 1975), fotbalist spaniol
- Tiko (*1976), fotbalist spaniol
- Manuel Almunia (* 1977), fotbalist spaniol
- Jesús María Lacruz (* 1978), fotbalist spaniol
- Gorka Iraizoz (* 1981), fotbalist spaniol
- Miguel Flaño Bezunartea (* 1984), fotbalist spaniol
- Javier Flaño Bezunartea (* 1984), fotbalist spaniol
- Fernando Llorente (* 1985), fotbalist spaniol
- Raúl García Escudero (* 1986), fotbalist spaniol
- Nacho Monreal Eraso (* 1986), fotbalist spaniol
- César Azpilicueta Tanco (* 1989), fotbalist spaniol
- Iker Muniain (* 1992), fotbalist spaniol